# مون-دو-لانکلو
شهر مون-دو-لانکلو (به فرانسوی: Mont-de-l'Enclus) در شهرستان تورنه  در استان انو  در منطقه فدرال والوون در کشور بلژیک واقع شده‌است.